# Clistoabdominalis mathiesoni
Clistoabdominalis mathiesoni är en tvåvingeart som beskrevs av Skevington 2001. Clistoabdominalis mathiesoni ingår i släktet Clistoabdominalis och familjen ögonflugor. Inga underarter finns listade i Catalogue of Life.